# Ш
Ш هو أحد حروف الأبجدية السيريلية، يظهر هذا الحرف مشابهاً للحرف ش بالعربية. ويشابه sh الإنجليزية، ch بالفرنسية، sch بالألمانية، ש بالعبرية، Ş بالتركية، sz، أو x في الغاليسيانية. معظم اللغات السلافية المستعملة للنظام اللاتيني تكتب هذا الصوت š.